# Агас, Вениамин Соломонович
Вениами́н Соломо́нович Агас (Мойсыф) (1899, Одесса — 23 февраля 1939, Москва) — заместитель начальника Особого отдела ГУГБ НКВД СССР, майор государственной безопасности (1935). Один из активных фальсификаторов т. н. «дела военно-фашистского заговора в РККА». Расстрелян в 1939 году. Признан не подлежащим реабилитации.

## Биография
Родился в декабре 1899 года в Одессе, в еврейской семье, отец был приказчиком. После еврейского погрома в Одессе (1905) уехал с отцом в США, вернулся на родину в 1907 году. В 1910—1918 годах учился в гимназии М. М. Иглицкого в Одессе (1918), занимался репетиторством. Состоял в РКП(б) с 1919 года, с этого же года служил в РККА — курсант 3-х Советских командных курсов, сводного полка 45-й стрелковой дивизии, 1-х Московских советских артиллерийских курсов, с мая 1920 года — командир артиллерийского взвода отряда ОСНАЗ (особого назначения) в Одессе. Участвовал в боях.
С октября 1920 года служил в Одессе в губернской ЧК, работал в политорганах и в военной юстиции РККА (военком штаба Отдельной крепостной бригады, военный следователь Реввоентрибунала 6-й армии при 51-й стрелковой и 3-й пограничной дивизиях), в 1923 году работал в Киеве и на Северном Кавказе. С конца 1923 вновь в Одессе на агитационно-пропагандистской работе в Одесском политехническом институте и агрокоммуне в Одесской губернии. С 1925 года работал в органах ГПУ УССР (Одесса), Херсон, Харьков, Сталино), в ЭКУ ГПУ УССР. С декабря 1929 года переведён в центральный аппарат ОГПУ СССР (возможно, по протекции Е. Г. Евдокимова, вместе с которым участвовал в расследовании «Шахтинского дела») и назначен 1-м секретарем СОУ ОГПУ СССР. С марта 1930 года работал в Твери — помощник начальника окружного отдела/оперсектора, начальник городского отделения ГПУ. С 1931 помощник начальника СО и ЭКО ПП ОГПУ по Московской области.
С 1933 года — сотрудник для поручений, секретарь заместителя председателя ОГПУ СССР, 1-го заместителя наркома внутренних дел СССР Я. С. Агранова.
С января 1937 года в военной контрразведке — заместитель начальника 5-го (Особого) отдела ГУГБ НКВД СССР, после реорганизации с марта 1938 года — начальник 6-го, 5-го, 1-го отделов 2-го управления (Управления особых отделов) НКВД СССР. Активный участник фабрикации дела о «военно-фашистском заговоре» советском военном руководстве (М. Н. Тухачевский, И. Э. Якир, И. П. Уборевич и др.). Участвовал в допросах большинства арестованных, в частности Р. П. Эйдемана. О методах Агаса свидетельствовал бывший сотрудник НКВД Я. Л. Карпейский: «В эту тюрьму я попал впервые… то, что я увидел и услышал в тот день в Лефортовской тюрьме, превзошло все мои представления. В тюрьме стоял невообразимый шум, из следственных кабинетов доносились крики следователей и стоны, как нетрудно было понять, избиваемых… Я нашел кабинет, где находился Агас. Против него за столом сидел Эйдеман. Рядом с Агасом сидел И. М. Леплевский… П. Д. Дергачев. На столе перед Эйдеманом лежало уже написанное им заявление на имя наркома Ежова о том, что он признает свое участие в заговоре и готов дать откровенные показания… Через день или два я снова вызвал Эйдемана на допрос в Лефортовской тюрьме. В этот раз Эйдеман на допросе вел себя как-то странно, на вопросы отвечал вяло, невпопад, отвлекался посторонними мыслями, а, услышав шум работающего мотора, Эйдеман произносил слова: „Самолеты, самолеты“. Протокола… я не оформлял… доложил Агасу, что Эйдеман находится в каком-то странном состоянии и что его показания надо проверить». По воспоминаниям сокамерницы, жена Агранова Валентина опознала в чекисте, который ее избивал, Агаса.

## Награды
Орден «Знак Почёта» (1937) (лишен посмертно Указом Президиума ВС СССР от 7.7.1942)
Орден Красной Звезды (1938) (лишен посмертно Указом Президиума ВС СССР от 7.7.1942)
2 знака «Почётный работник ВЧК-ОГПУ» (1932, 1934).

## Адрес
Проживал в Москве на улице Ю.Мархлевского, дом 11, квартира 93.

## Репрессии
Арестован 25 октября 1938 года. Внесен в Список Л.Берии-А.Вышинского от 15.2.1939 г. по 1-й категории. Осужден к ВМН 22 февраля 1939 г. ВКВС СССР по обвинению в «измене Родине, терроре и участии в антисоветской террористической заговорщической организации в органах НКВД» (ст. 58/1 п."б"; ст. 58/8; ст. 58/11 УК РСФСР). Расстрелян в ночь на 23 февраля 1939 г. вместе с группой руководящих сотрудников НКВД СССР, в том числе коллегами Агаса по работе в центральном аппарате ГУГБ (Н. М. Быстрых, Б. Д. Берман, Я. М. Вейншток, М. Л. Гатов, С. Г. Гендин, С. Г. Волынский, М. А. Листенгурт, С. Б. Балаян и др.). Место захоронения- «могила невостребованных прахов» № 1 крематория Донского кладбища. Реабилитирован посмертно 9 ноября 2001 года Главной военной прокуратурой Российской Федерации.
12 апреля 2016 года Судебной коллегией по делам военнослужащих Верховного суда РФ признан не подлежащим реабилитации «как совершивший преступления против правосудия».

## Семья
Сын — Евгений (1923, Одесса — 17.11.1944). В мае 1942 г. призван на военную службу Сталинским РВК Красноярска. Служил в военной разведке (9 гвардейская мотострелковая бригада Южного фронта). С 1944 г. сержант, разведчик специальной диверсионной группы «Искра» РУ 3 Белорусского фронта (оперативный псевдоним — «Тепло»). В сентябре 1944 г. заброшен в тыл Восточно-Прусской группировки немецких войск. Пропал без вести у Инстербурга (ныне Черняховск).